# ويليام بريدغز
ويليام بريدغز (بالإنجليزية: William Bridges)‏ هو كاتب أمريكي، ولد في 1933، وتوفي في 17 فبراير 2013.